# Luperosoma parallelum
Luperosoma parallelum är en skalbaggsart som först beskrevs av Horn 1893.  Luperosoma parallelum ingår i släktet Luperosoma och familjen bladbaggar. Inga underarter finns listade i Catalogue of Life.